# 石渡真修
石渡 真修（いしわたり ましゅう、1993年1月7日 - ）は、日本の俳優である。神奈川県綾瀬市出身。タイムリーオフィス所属。

## 人物
趣味は映画検定の本を読むこと、映画鑑賞、ジョギング、サッカー、マラソン、アコースティックギター。
好きな食べ物はクリームシチュー、さんまの塩焼き。

## 出演

### 舞台
2012年
- 第3話『池袋レインボウズ～2012春～』（2012年5月4日 - 8日、笹塚ファクトリー）
- RO-DOKU音戯草子2012『99のなみだ～涙がこころを癒す～』朗読会〜涙がこころを癒す〜朗読会（2012年6月3日、イマジンスタジオ）
- 吉本百年物語7月公演『笑う門には、大大阪』（2012年7月8日 - 8月2日、なんばグランド花月）- 吉本英介 役
- ミュージカル『テニスの王子様』2ndシーズン - 7代目青学 桃城武 役
  - ミュージカル『テニスの王子様』コンサート SEIGAKU Farewell Party（2012年10月11日 - 14日、TOKYO DOME CITY HALL）[2]
  - ミュージカル『テニスの王子様』青学vs比嘉（2012年12月20日 - 25日、日本青年館 大ホール / 2012年12月28日 - 2013年1月6日、大阪メルパルクホール / 1月9日 - 13日、日本特殊陶業市民会館 ビレッジホール / 1月19日 - 20日、東京エレクトロンホール宮城 / 1月25日 - 27日、キャナルシティ劇場 / 2月8日- 17日、TOKYO DOME CITY HALL）[3]
  - ミュージカル『テニスの王子様』10周年記念コンサート Dream Live 2013（2013年4月27日 - 29日、横浜アリーナ / 5月3日 - 5日、神戸ワールド記念ホール）[4]
  - ミュージカル『テニスの王子様』全国大会 青学vs氷帝（2013年7月11日 - 28日、TOKYO DOME CITY HALL / 8月7日 - 18日、大阪メルパルクホール / 8月23日 - 25日、名取市文化会館 大ホール / 8月29日 - 9月1日、キャナルシティ劇場 / 9月4日 - 8日、日本特殊陶業市民会館 フォレストホール / 9月19日 - 29日、TOKYO DOME CITY HALL）[5]
  - ミュージカル『テニスの王子様』青学vs四天宝寺（2013年12月19日 - 25日、日本青年館 大ホール / 12月28日 - 2014年1月5日、大阪メルパルクホール / 1月8日 - 12日、日本特殊陶業市民会館 ビレッジホール / 1月18日 - 19日、名取市文化会館 大ホール / 1月30日 - 2月2日、キャナルシティ劇場 / 2月7日 - 3月2日、TOKYO DOME CITY HALL）[6]
  - ミュージカル『テニスの王子様』春の大運動会 2014（2014年4月26日、横浜アリーナ）[7]
  - ミュージカル『テニスの王子様』全国大会 青学vs立海（2014年7月12日 - 27日、TOKYO DOME CITY HALL / 8月6日 - 17日、大阪メルパルクホール / 8月23日 - 24日、名取市文化会館 大ホール / 8月30日 - 31日、福岡サンパレス / 9月5日 - 7日、日本特殊陶業市民会館 フォレストホール / 9月13日 - 28日、TOKYO DOME CITY HALL）[8]
  - ミュージカル『テニスの王子様』Dream Live 2014（2014年11月15日 - 16日、神戸ワールド記念ホール / 11月22日 - 24日、さいたまスーパーアリーナ）[9]

2015年
- 舞台版『心霊探偵八雲』祈りの柩（2015年2月11日 - 22日、新国立劇場小劇場 / 2月27日 - 3月1日、ABCホール）- 戸塚貴俊 役[10]
- 本格文學朗読劇 極上文學 第8弾『草迷宮』（2015年3月18日 - 24日、紀伊國屋ホール）- 妖 役
  - 進戯団 夢命クラシックス＃18『碧のヴォヤージュ』（2015年5月13日 - 17日、新宿村LIVE）- 主演・ハル 役[11]
- 舞台『真田十勇士・序章〜戦国アサシン〜』（2015年6月9日 - 12日、座・高円寺）- 主演・霧隠才蔵 役[12]
- 舞台『BLOOD-C〜The LAST MIND〜』（2015年7月2日 - 5日、世田谷パブリックシアター）- 陽 役[13]
- ミュージカル『八犬伝―東方八犬異聞―』（2015年8月14日 - 23日、シアターサンモール）- 尾崎要 役[14]
- 劇団ホチキス『逆鱗アンドロイド』（2015年9月10日 - 14日、東京芸術劇場シアターウエスト）- 主演・十三 役
- 舞台『新釈・ロクモンセン 真田十勇士伝説』（2015年10月28日 - 11月3日、全労済ホール スペース・ゼロ）- 霧隠才蔵 役[15]
- 『薄桜鬼SSL 〜sweet school life〜』THE STAGE（2015年12月11日 - 20日、シアターサンモール）- 藤堂平助 役[16]

2016年
- 舞台『カードファイト!! ヴァンガード』- 三和タイシ 役
  - 舞台『カードファイト!! ヴァンガード』〜バーチャル・ステージ〜（2016年1月5日 - 11日、AiiA 2.5 Theater Tokyo）[17]
  - 舞台『カードファイト!! ヴァンガード』〜バーチャル・ステージ〜リンクジョーカー編（2017年4月1日 - 9日、AiiA 2.5 Theater Tokyo）[18]
- 舞台『のぶニャがの野望 幸村と五輪の剣』（2016年2月3日 - 7日、全労済ホールスペース・ゼロ）- ニャしば秀吉 役
- PREMIUM 3D STAGE『残響のテロル』（2016年3月2日 - 6日、Zeppブルーシアター六本木）- ツエルブ（久見冬二）役[19]
- 朗読劇『雲は湧き、光あふれて』（2016年3月30日 - 4月3日、紀伊國屋サザンシアター）[20]
- WORLD〜beyond the destiny〜（2016年4月23日 - 5月1日、全労済ホール スペース・ゼロ）[21]
- ミュージカル『魔界王子 devils and realist』- 主演・ウイリアム 役
  - ミュージカル『魔界王子 devils and realist』（2016年6月1日 - 5日、全労済ホール スペース・ゼロ）[22]
  - ミュージカル『魔界王子 devils and realist』the Second spirit（2017年11月4日 - 12日、新宿FACE）[23]
- ミュージカル『ちっちゃな英雄』〜 Team Tomorrow（2016年7月1日 - 8月31日、サンリオピューロランド）- ジョージ 役
- 朗読ミュージカル『あやかしの巻』（2016年8月15日、きゅりあん小ホール）
- ミュージカル『青春-AOHARU-鉄道』- 東北新幹線 役
  - ミュージカル『青春-AOHARU-鉄道』2〜信越地方よりアイをこめて〜（2016年11月9日 - 20日、AiiA 2.5 Theater Tokyo / 新神戸オリエンタル劇場）[24]
  - ミュージカル『青春-AOHARU-鉄道』3～延伸するは我にあり～（2018年5月4日 - 13日、品川プリンスホテル クラブeX）（東京公演ゲスト）[25][26]
  - ミュージカル『青春-AOHARU-鉄道』～誰が為にのぞみは走る～（2022年8月18日 - 28日、品川プリンスホテル ステラボール）[27]
  - ミュージカル『青春-AOHARU-鉄道』5〜鉄路にラブソングを〜(2023年6月15日 - 25日、天王洲 銀河劇場 / 6月30日 - 7月2日 AiiA 2.5 Theater Kobe) [28]
  - ミュージカル『青春-AOHARU-鉄道』〜地下の中心で愛をさけんだMétro〜（2023年12月21日 - 31日、品川プリンスホテル クラブeX） - 半蔵門線 役[29]
  - ミュージカル『青春-AOHARU-鉄道』コンサート Rails Live 2025（2025年11月22日 - 24日〈予定〉、TACHIKAWA STAGE GARDEN） - 東北新幹線 / 半蔵門線 役[30]
- 進戯団 夢命クラシックス×07th Expansion 
  - vol.2『ROSE GUNS DAYS-season1-』（2016年9月21日 - 25日、俳優座劇場）- ウェイン・上寺/上寺虎継 役
  - vol.3『ROSE GUNS DAYS-season2-』（2017年12月6日 - 10日、ラゾーナ川崎ソル）- ウェイン・上寺/上寺虎継 役
  - vol.5『ROSE GUNS DAYS-Last Season-』（2018年12月28日 - 31日、シアターサンモール）- ウェイン・上寺/上寺虎継 役
- 進戯団 夢命クラシックス #20.5『トワイライト・フォア・クローバー・ジェネシス』（2016年12月21日 - 25日、ベースメントモンスター）- 主演・悠 役

2017年
- 舞台『鬼切丸伝〜源平鬼絵巻〜』（2017年1月18日 - 22日、六行会ホール）- 主演・鬼切丸 役[31]
- 舞台 増田こうすけ劇場 ギャグマンガ日和 〜奥の細道、地獄のランウェイ編〜（2017年2月15日 - 21日、ラフォーレミュージアム原宿）- 鬼男 役[32][33]
- 朗読ミュージカルinホワイトチャペル（2017年3月4日、東京ガーデンパレス）
- ALL OUT!! THE STAGE（2017年5月25日 - 6月4日、Zepp ブルーシアター六本木）- 御幸篤 役[34]
- 『アイ★チュウ ザ・ステージ』- 枢木皐月 役
  - 『アイ★チュウ ザ・ステージ～Stairway to Étoile～』（2017年8月25日 - 27日、サンケイホールブリーゼ / 9月6日 - 10日、サンシャイン劇場）[35]
  - 『アイ★チュウ ザ・ステージ～Stairway to Étoile 2018～』（2018年2月23日 - 3月1日、サンシャイン劇場）[36]
  - 『Live!!アイ★チュウ ザ・ステージ〜les quatre saisons〜』（2018年7月16日、東京国際フォーラム ホールC）[37]
  - 『アイ★チュウ ザ・ステージ～Rose Ecarlate～』（2019年4月29日、シアター1010）※日替わりゲスト[38]
  - 『Live!!! アイ★チュウ ザ・ステージ～Planète et Fleurs～』（2019年7月27日、調布市グリーンホール）[39][40]
  - 『アイ★チュウ ザ・ステージ～Rose Ecarlate DEUX～』（2019年10月10日 - 15日、シアター1010）※ゲスト出演の為13日18:00回のみ[41]
- オッドエンタテインメントPresents ASSH 15周年記念興行 第3弾「『雷ヶ丘に雪が降る』～The Five God Chronicle・雷神編～」（2017年12月20日 - 24日、俳優座劇場）- 主演・鳴神雷切 役[42]

2018年
- 舞台『おおきく振りかぶって』（2018年2月2日 - 12日、サンシャイン劇場）- 叶修悟 役[43]
- MESSIAH メサイア - 穂波葉礼役
  - MESSIAH メサイア -月詠乃刻-（2018年4月14日 - 22日、シアターGロッソ / 4月27日 - 29日、メルパルクホール）[44][45]
  - MESSIAH TWILIGHT メサイア トワイライト -黄昏の荒野-（2019年2月7日 - 17日、池袋サンシャイン劇場 / 3月1日 - 2日、大阪メルパルクホール）[46]
  - MESSIAH メサイア -黎明乃刻-（2019年9月5日 - 8日、シアターGロッソ / 9月13日 - 16日、大阪メルパルクホール / 9月19日 - 23日、なかのZERO 大ホール）[47]

- 舞台『信長の野望・大志』- 石川数正 役
  - 舞台『信長の野望・大志』-春の陣- 天下布武 ～金泥の首編～（2018年5月17日 - 27日、CBGKシブゲキ!!）[48]
  - 舞台『信長の野望・大志』-冬の陣- 王道執行 ～騎虎の白塩編～（2018年11月8日 - 12日、シアター1010）[49][50]

- 『アニドルカラーズ！キュアステージ』- 春宮亜蘭 役
  - 『アニドルカラーズ！キュアステージ ～シリウス学園編～』（2018年6月30日 - 7月1日、7月7日 - 8日、シアターGロッソ）[51]
  - 『アニドルカラーズ！キュアステージ ～シリウス学園編～』（2020年8月27日 - 9月2日、シアター1010） ※新型コロナウイルス感染症の流行の影響で中止
  - 『アニドルカラーズ キュアステージ SHUFFLE REVUE』（2021年2月10日 - 14日、シアター1010）※声の出演
  - 『アニドルカラーズ キュアステージ Clarity Showcase Live -Chapter0-』（2021年7月20日 - 22日、赤羽ReNY alpha）
  - 『アニドルカラーズ キュアステージ Clarity Live Chapter1 -Prisoner-』（2022年4月8日 - 10日、赤羽ReNY alpha / 4月16日 - 17日、心斎橋SOMA）[52]
- 舞台『男子はつらくないよ？』（2018年7月29日 - 8月4日、三越劇場）[53]
- 舞台 劇団シャイニング from うたの☆プリンスさまっ♪『ポラリス』（2018年9月13日 - 23日、AiiA 2.5 Theater Tokyo / 10月5日 - 8日、梅田芸術劇場 シアター・ドラマシティ）- ラプラス・カールソン 役
- 舞台『遙かなる時空の中で3』（2018年12月6日 - 10日、紀伊國屋サザンシアター / 12月14日 - 16日、サンケイホールブリーゼ）- 武蔵坊弁慶 役[54][55]

2019年
- フォトシネマ朗読劇
  - フォトシネマ朗読劇『最果てリストランテ』（2019年1月5日 - 11日、浜離宮朝日ホール小ホール）※1月公演のみ出演
  - フォトシネマ朗読劇『命のバトン』（2019年4月13日 ‐ 14日、R’sアートコートホール）- 主演・英雄 役
- 進戯団 夢命クラシックス #22『碧のヴォヤージュ』（2019年3月20日 - 24日、新宿村LIVE）- 主演・ハル 役[56]
- 舞台『やがて君になる』（2019年5月3日 - 12日、全労済ホール スペース・ゼロ）- 槙聖司 役[57]
- 『錆色のアーマ』- 藤白 役
  - 『錆色のアーマ』-繋ぐ-（2019年6月6日 - 16日、天王洲 銀河劇場 / 6月22日 - 23日、岡崎市民会館 あおいホール / 6月27日 - 30日、梅田芸術劇場 シアター・ドラマシティ）[58]
  - 『錆色のアーマ』外伝 -碧空の梟-（2020年6月4日- 28日 Theater Mixa） ※新型コロナウイルス感染症の流行の影響で中止
  - 『錆色のアーマ』外伝 -碧空の梟-（2021年4月15日 - 29日、品川プリンスホテル クラブeX）※4月25日から29日にかけては新型コロナウイルス感染症の流行の影響で中止
- フォトシネマ朗読劇『HARAJUKU～天使がくれた七日間～』（2019年7月25日 - 27日、R’sアートコートホール）- 主演・英雄 役 ※トリプルキャスト、25日のみ出演
- Otona Project
  - ［Otona Project 第二十五弾］演劇ユニット【爆走おとな小学生】第九回課外授業『ミーンナジブンガカワユス』（2019年7月23日 - 28日、劇場MOMO）- KEN 役 ※日替わりゲスト、26日のみ出演
  - ［Otona Project-Produce］演劇ユニット【爆走おとな小学生】朗読劇『カラフル』（2022年10月26日 - 30日、シアターGロッソ）- 早乙女 役 ※26日・29日のみ出演[59]
- 2.5次元ダンスライブ - 在原守人 役
  - 2.5次元ダンスライブ「S.Q.S Episode 4『TSUKINO EMPIRE2 -Beginning of the World-』」（2019年9月26日 - 29日、舞浜アンフィシアター）[60]
  - 2.5次元ダンスライブ「ALIVESTAGE Episode 2『月花神楽』」（2019年11月8日 - 17日、ヒューリックホール東京）※お当番[61]
  - 2.5次元ダンスライブ「ALIVESTAGE Episode 3『SCHOOL REVOLUTION Hello 神さま 僕はここにいる！』」（2020年4月24日 - 5月6日、ヒューリックホール東京） ※新型コロナウイルス感染症の流行の影響で中止
  - 「LUNATIC LIVE 2020 in Taiwan」（2020年6月19日 - 21日、信義劇場 Legacy Max） ※新型コロナウイルス感染症の流行の影響で中止
  - 2.5次元ダンスライブ「ALIVESTAGE Episode 3『SCHOOL REVOLUTION Hello 神さま 僕はここにいる！』」（2020年10月29日 - 11月8日、ヒューリックホール東京）[62]
  - 2.5次元ダンスライブ「ALIVESTAGE Episode 4『WYD』」（2021年2月4日 - 14日、ヒューリックホール東京）[63]
  - 2.5次元ダンスライブ「ALIVESTAGE Episode 5『月野百鬼夜行綺譚 天獄 -君死にたまふことなかれ-』」（2021年9月2日 - 12日、シアターGロッソ）※お当番[64]
  - 「LUNATIC LIVE 2021」（2021年9月4日 - 5日、東京ガーデンシアター）※5日のみ出演 ※新型コロナウイルス感染症の流行の影響で中止[65]
  - 2.5次元ダンスライブ「ALIVESTAGE Episode 6『Gift』」（2022年3月18日 - 27日、ヒューリックホール東京）[66]
- 『DARKNESS HEELS ～THE LIVE～』SHINKA（2019年12月5日 - 15日、CBGKシブゲキ!!）- ウルトラマンベリアル 役[67]
- 朗読劇『ホワイト・ストーリーズ』（2019年12月22日、山手ゲーテ座ホール）

2020年
- 舞台『イケメン源氏伝 あやかし恋えにし ～義経ノ章～』（2020年2月14日 - 20日、三越劇場）- 安倍泰親 役[68]
- オンライン朗読劇
  - オンライン朗読劇『それぞれの運命』（2020年5月25日 - 28日・6月5日 - 7日）
  - オリジナル朗読劇『顎門の如き、雲の峰』（2020年7月26日、Streaming+） - 真鍋公太 役（昼公演）/ 久世千尋 役（夜公演）[69]
- ドラマリーディング『お魚は無呼吸でも死なない』（2020年10月1日・3日・4日、六本木トリコロールシアター）

2021年
- 進戯団 夢命クラシックス #24『Emperor wars』（2021年3月11日 - 14日、シアターサンモール）-  ビリー・ザ・キッド 役
- 銀岩塩 vol.4-5 FUSIONICAL STAGE『ABSO-METAL〜黎明〜』（2021年10月16日 - 24日、新宿村 LIVE）- モンク 役
- 舞台『SK∞ エスケーエイト The Stage』- 菊池忠 役[70]
  - 舞台『SK∞ エスケーエイト The Stage』第一部 The First Part ～熱い夜のはじまり～（2021年12月2日 - 12日、天王洲 銀河劇場）
  - 舞台『SK∞ エスケーエイト The Stage』第二部 The Last Part ～俺たちの無限大～（2022年1月15日 - 24日、日本青年館ホール） ※新型コロナウイルス感染症の流行の影響で中止
  - 舞台『SK∞ エスケーエイト The Stage』第二部：The Last Part ～俺たちの無限大～（2023年1月11日 - 15日、シアター1010）[71]

2022年
- こくみん共済 coop ホール／スペース・ゼロ 提携公演 bpm本公演『DRAGON BOWL』（2022年5月5日 - 8日、こくみん共済 coop ホール／スペース・ゼロ）[72]
- 株式会社あるひ ０円プロジェクト企画公演第０弾『埋葬は三日月の朝をくちずさむ』（2022年5月25日 - 29日、北千住BUoY）- ムローク 役[73]
- E-Stage Topiaプロデュース 
  - E-Stage Topiaプロデュース 劇団エムキチビート15周年記念 第15廻本公演『追想・地獄変』 （2022年7月16日 - 24日、すみだパークシアター倉）- 漱介・物語2 役[74]
  - E-Stage Topiaプロデュース『音楽朗読パレード』（2022年9月7日 - 11日、劇場HOPE）
- 舞台『BOYS DOLL HOUSE〜はい！よろこんで！〜』（2022年10月7日 - 10日、新宿村LIVE）- 主演・ケン 役[75]
- 劇団TEAM-ODAC第40回本公演『舞台・破天荒フェニックス』（2022年12月7日 - 11日、俳優座劇場）- 山口常務 役[76]

2023年
- MASHIKAKU CONTE LIVE Vol.3 『ハイスタンダード』（2023年2月22日 - 26日、銀座 博品館劇場）[77]
- 朗読劇『美男ペコパンと悪魔』（2023年3月10日 - 15日、DDD 青山クロスシアター）- ペコパン 役 ※トリプルキャスト[78]
- imgAct5『明日の卒業生たち』（2023年4月8日 - 16日、すみだパークシアター倉）- 上島大和 役[79]
- 舞台『COLOR CROW 黑韻之翼』（2023年5月4日 - 13日、シアター1010）- アレク 役[80]
- 劇団おぼんろ 第23回本公演『月の鏡にうつる聲』（2023年8月4日 - 13日、Mixalive TOKYO Theater Mixa）- ユミル 役[81]
- 劇団東京ミルクホール 第27回本公演『黒蜥蜴』(2023年9月20日 - 24日、 上野ストアハウス ）-  主演 明智小五郎役[82]

2024年
- おぶちゃ7周年記念公演『Joie!』(2024年2月7日- 11日、東京芸術劇場 シアターウエスト) - 川崎晃輔 役[83]
- ハルベリーオフィス設立10周年記念公演第1弾『輪廻転生∞楽園ダイバー』(2024年3月13日- 17日、新宿シアタートップス)- 石田洋平 役[84]
- 音楽朗読劇「銀河鉄道の夜を、また」(2024年4月13日 - 14日、雷5656会館) - 語り 役 ※日替わりキャスト、14日のみ出演[85]
- 劇団6番シード第78回公演 「Life is Numbers」(2024年5月2日- 8日、大塚萬劇場)　- 一ノ倉剛 役[86]
- 舞台『淡海乃海-天下静謐の雫となりて-』（2024年5月29日 - 6月2日、草月ホール） - 主演 朽木基綱 役[87]
- 歌絵巻「ヒカルの碁」序の一手 (2024年7月5日 - 14日、サンシャイン劇場) - 和谷義高 役 [88]
- 朗読劇「命がけの証言」(2024年8月13日 - 16日、紀伊國屋サザンシアター TAKASHIMAYA) - 小清水 役[89]※8/15 出演のみ
- 音楽朗読劇「手紙」(2024年9月4日 - 8日、博品館劇場)  - チームB 寺尾祐輔役[90]
- HOBOHOBOプロデュース第５弾 朗読劇『瞬くLIFE』(2024年9月17日 - 22日、lucky base)  -  ミズハラ カズ役[91]※9/17 出演のみ
- おぶちゃ7周年記念公演『ポエム同好会』(2024年10月9日- 14日、中目黒キンケロ・シアター)　- ダブル主演 関春生 役[92]
- 劇団チャイ。番外公演 舞台「HIDEOUT」(2024年11月14日- 17日、新宿スターフィールド)[93]
- 進戯団 夢命クラシックス#28 20周年記念公演  「Since Memory Chronicles」(2024年12月12日- 15日、シアターサンモール)- 主演 世界線Bの伊藤マサミ ハル[94]

2025年
- 舞台『THREE`S 2025』(2025年1月29日- 2月3日、かめありリリオホール)[95] -  呂布 役
- 「銀河鉄道の夜を、また」-2025-（2025年2月13日 - 15日、上野ストアハウス）[96]　-  岳/宙/語り 役
- 人狼系推理バトル【レジスタンスイレブン】～ 潜春と謀略の交差点 ～（2025年2月28日 - 3月2日、CBGK シブゲキ!!）[97]
- 舞台「殺し屋にくびったけ」(2025年3月26日- 30日、六行会ホール)[98]-  仁 役
- 朗読ミュージカル『キセキ』(2025年4月14日- 16日・21日- 23日、絵空箱)[99]
- feel create『GOLDEN READING THEATER』(2025年5月4日、ブルースクエア四谷)[100]
- 朗読劇『命のバトン』（2025年5月28日 - 6月1日、赤坂RED/THEATER）[101]
- NLT Stage 「息る。」(2025年6月18日- 22日、ルートシアター)[102]-男1役
- collaboLab『恋するアンチヒーロー』(2025年7月17日- 27日、テアトルBONBON)[103]- 主演 真中 役
- 舞台『スタンドマイヒーローズ』（2025年9月3日 - 14日、シアターサンモール） - 夏目春 役[104]

2026年
- T-gene Stage 『消された声』（2026年1月21日 - 25日、六行会ホール）- ダブル主演[105]

### 映画
- 僕たちのアフタースクール（2011年）
- EIKEN BOOGIE〜涙のリターンマッチ〜（2015年）- 野崎雄司 役
- 薄桜鬼SSL 〜sweet school life〜（2016年）- 藤堂平助 役
- 阿修羅少女〜BLOOD-C異聞〜（2017年）- 陽 役
- 劇場版SOARA - 在原守人 役
  - 劇場版SOARA『LET IT BE -君が君らしくあるように-』（2019年10月4日公開）
  - 劇場版SOARA2『I will. -君が未来を歩くとき-』（2021年10月29日公開）

### テレビドラマ
- 薄桜鬼SSL 〜sweet school life〜（2015年、TOKYO MX） - 藤堂平助 役
- ストレンジャー〜バケモノが事件を暴く〜（2016年3月27日、テレビ朝日系）

### テレビ
- 『猫のひたいほどワイド』（2017年4月 - 2019年3月26日・2020年3月31日 - 、テレビ神奈川）
  - 火曜リポーター（2022年3月8日まで）
  - 月曜リポーター（2022年4月から2023年3月）
  - 火曜リポーター（2023年4月 - 2024年3月26日）
  - 水曜リポーター（2024年4月 - 2025年3月）（レギュラー出演）
  - 月曜リポーター（2025年4月から）（予定）
- IVESTA TV（2020年4月29日 - 5月20日、TOKYO MX・BS日テレ）
- プロステTV（2022年1月5日 - 3月16日、TOKYO MX・BS日テレ、#1 - #3）

### CM
- パナソニック DIGA「HELP!」篇
- スバル レガシィ「Your story with - 父の足音」篇

### 書籍
- 1st写真集「ましゅいろ」（2016年6月9日発売、ワニブックス）[106]
- オリジナル楽曲CD付きフォトブック『ボクラノオト 石渡真修』（2021年3月15日発売）

### アプリ
- 「戦国小町苦労譚 語絵巻 - カタリエマキ -」- 森可以 役[107]

### WEB番組
- こしょばな~ましゅーとおおみのこしょこしょ話~（2018年7月12日 - 8月30日、ONSTAGE）
- 役者男子の休日～アレもコレも新生活で色々やっちゃうよスペシャル～（2019年4月27日、ニコニコ生放送）
- 真修TIMES（2019年6月24日 - 、LINE LIVE）
- 石渡真修のシネマスクール（2020年1月8日 - 9月1日、ニコニコ生放送）
- こしょばな~ましゅーとおおみのこしょこしょ話~ リターンズ（2020年5月1日 - 7月17日、ONSTAGE）
- お部屋で唇潤わせNIGHT？NEXT STAGE！LOVE #42（2020年5月28日、ONSTAGE）※ゲスト
- 辻諒・樋口裕太のアニドルch 第3話（2020年6月27日、ニコニコ生放送）※ゲスト
- ふらっとおいでやす。（2020年8月27日、ONSTAGE）※ゲスト
- キュアステファンミ〜目指せ、シリウスの頂点！全員集合SP〜（2020年8月29日、ZAIKO）
- 第5回『花の◯年組』（2020年9月6日、ニコニコ生放送）- 92年組
- ツキプロチャンネルあおぞらスペシャル！４８時間生配信（2020年11月8日、YouTube・ニコニコ生放送）
- 『アニドルカラーズ！キュアステージ SHUFFLE REVUE』キャストと楽しむ振り返り上映会（2021年4月25日、ZAIKO）
- ツキプロチャンネル４８時間生配信2021（2021年11月6日・7日配信、YouTube・ニコニコ生放送）
- 小波津亜廉 の『あれんちゅ たいむ 』（2022年1月26日、ニコニコ生放送）※ゲスト
- キャストサイズチャンネル『GAKUなしBrother's』第31回（2022年7月26日、ニコニコ生放送）※ゲスト

### イベント
2013年
- テニミュサポーターズクラブ　プレミアムパーティー　vol.5 　(2013年03月21日 日本青年館)
- 「ミュージカル『テニスの王子様』青学vs比嘉」DVD発売記念5都市縦断イベント(2013年9月1日　福岡会場)
- テニミュサポーターズクラブ　プレミアムパーティー　vol.6　(2013年11月16日　大阪)

2014年
- 「ミュージカル『テニスの王子様』青学vs氷帝」DVD発売記念6都市縦断イベント(2014年3月29日　東京会場)
- テニミュサポーターズクラブ　プレミアムパーティー　vol.7　(2014年4月28-29日　日本青年館)
- 「ミュージカル『テニスの王子様』青学vs四天宝寺」DVD発売記念5都市縦断イベント (2014年9月1日　福岡会場)
- テニミュ サポーターズクラブ　プレミアム パーティー vol.8　(2014年10月11-12日 東京　13日　大阪)

- テニミュ サポーターズクラブ　プレミアム パーティー vol.9　(2014年12月25日　19:30回)

2015年
- 「ミュージカル『テニスの王子様』全国大会 青学vs立海」DVD発売記念イベント　(2015年03月14日 東京会場)
- 石渡真修×MATERIAL CROWN コラボアクセサリー　SPイベント(2015年10月4日　東京)

2018年
- 猫のひたいほどワイド　祝２周年感謝祭　～お雛様からの挑戦状～(2018年3月3日、藤沢市民会館 大ホール)

2019年
- 猫のひたいほどワイド　祝３周年感謝祭　～バッジより大切なもの～(2019年3月9日、関内ホール 大ホール)
- 石渡真修　お茶会イベント「真修とお茶しましょ」(2019年4月21日　東京)
- 石渡真修「七夕だよー集まれー！ましゅーとお茶しよー！」(2019年7月7日 東京)

- ツキプロFC特別企画『劇場版SOARA ファンの集い』 (2019年7月28日、武蔵野公会堂ホール）
- 劇場版SOARA『LET IT BE -君が君らしくあるように-』舞台挨拶（2019年10月4日、6日、池袋HUMAXシネマズ/10月20日、シネマート心斎橋 & 伏見ミリオン座）

2020年
- 石渡真修 バースデー＆2020カレンダー発売記念 イベント（2020年1月5日、ドイツ文化会館OAGホール）
- 石渡真修 ファンミーティング～SHABERINGO～（2020年2月29日）
- Blu-ray 2.5次元ダンスライブ『ALIVESTAGE』Episode 2『月花神楽 -青と緑の物語-』発売記念イベント (2020年5月9日、ヒューリックホール東京） ※中止
- 石渡真修 2021 カレンダー 発売記念イベント（2020年11月22日、HMV＆BOOKS SHIBUYA）

2021年
- Clarity from キュアステージ インターネットサイン会（2021年6月12日、YouTube）
- 猫のひたいほどワイド 祝５周年感謝祭 ～不良猫の青い春～(2021年7月5日、KT Zepp Yokohama)
- 劇団CATMINTイベント『はたして響は友佑先輩に23歳の誕生日を祝ってもらえるのか？！』 (2021年7月31日、中目黒キンケロシアター) ※ゲスト
- 劇場版SOARA2『I will. -君が未来を歩くとき-』舞台挨拶（2021年10月30日、池袋HUMAXシネマズ & 横浜ブルク13/11月6日、池袋HUMAXシネマズ）
- Clarity Showcase Live Blu-ray完成披露上映会（2021年12月18日、ユナイテッドシネマお台場）※二部のみ

2022年
- 石渡真修バースデーイベント（2022年1月29日、牛込箪笥区民ホール）
- 石渡真修 2022.04-2023.03 カレンダー 発売記念イベント（2022年2月26日、HMV＆BOOKS SHIBUYA）
- 猫のひたいほどワイド　祝6周年感謝祭 ～キミ色に染まり隊～(2022年3月5日、関内ホール 大ホール)
- 石渡真修 10th Anniversary Event（2022年4月29日、SUBIR AKASAKA TOKYO）
- 石渡真修 オンラインお話し会（2022年9月24日、WithLIVE）
- ノリウチ！～ヒューリックホール東京店～（2022年10月17日、ヒューリックホール東京）

2023年
- 石渡真修バースデーイベント~え？噓でしょ30歳！？～(2023年1月21日、Glade Park)

- 吉田知央Birthday Event『知央ボーン！』（2023年2月5日、R’s ART COURT）※ゲスト[108]
- 猫のひたいほどワイド 7周年感謝祭「激動のうねり／信念の鼓動」(2023年3月4日、関内ホール 大ホール)
- 石渡真修 2023-24年カレンダー 発売記念イベント (2023年3月20日、原宿スペース)
- 真修のよる会　(2023年8月18日、パズル浅草橋)
- 2.5BOXLIVE (2023年9月28日、I’M A SHOW)
- バスで山梨いこうよ 石渡真修バスツアー(2023年10月14日、山梨県)
- 『大矢と大城３』藤沢公演 (2023年10月21日、新堀ライブ館内　楽友ホール)※ゲスト
- あくたーず☆りーぐ　アートフェスタinよみうりランド(2023年11月18-19日、よみうりランド)※仮面展示のみ
- おぶちゃ番外篇「オブ会2023」#4 ～ちょうどいいやつ１から作ればいい～(2023年11月19日、Cafe & Gallary ホシノテレカ)

2024年
- 石渡真修バースデーイベント（2024年1月7日、J-SQUARE）
- 猫のひたいほどワイド 祝8周年感謝祭 ～イタズラ猫の絶対距離～ (2024年3月23日、関内ホール 大ホール)
- 石渡真修 2024-25年カレンダー 発売記念イベント (2024年3月31日、原宿スペース)
- 石渡真修オンライントーク(2024年4月29日、Bitfan内機能)
- 「ORANGE JAM vol.1」(2024年6月8日、西荻BETTYROOM)※ゲスト
- 石渡真修オンライントーク(2024年7月21日、Bitfan内機能)
- 吉田知央企画イベント「ちひ屋 vol.2」(2024年8月3日、恵比寿ガーデンプレイスタワー13F)※1部ゲスト
- おぶちゃ番外篇 「オブ会2024 - 紡げ、オリジナル。-」(2024年8月18日、ブルースクエア四谷)
- 真修と夏の思い出〜ゆかたったらた〜(2024年8月24日、ホテル ローズガーデン新宿内　ローズルーム)
- 6-B Fes(2024年9月14日、K-STAGE O!)
- おぶちゃ番外篇 「オブ会2024 -セッション、ラリー、クロスファイヤー。-」 (2024年9月15日-16日、ルートシアター)

- 「ORANGE JAM vol.2 ~堀田竜成Birthdayスペシャル~」(2024年12月1日、代々木MUSEHALL)※ゲスト

2025年
- 石渡真修バースデーイベント（2025年1月5日、本所地域プラザ BIG SHIP）
- 【ボクジェネvol.6】(2025年1月12日、MUSEモード音楽学院本館)
- 【ボクジェネvol.7】(2025年2月8日、MUSEモード音楽学院本館)
- 吉田知央Birthday Event2025（2025年2月9日、MUSEモード音楽学院本館）※1部ゲスト
- 猫のひたいほどワイド  祝9周年感謝祭 ～蒼天へのRUNWAY～ (2025年3月8日、関内ホール 大ホール)
- 石渡真修 2025-26年カレンダー 発売記念イベント (2024年3月9日、シブテナスペース)
- ６-B Fes  vol.2  ぼくらの運命ってどうですか？(2025年4月12日、新宿村LIVE)
- 「ましゅちひチャンネル ファンミーティングVol.1」(2025年5月11日、ブルースクエア四谷)
- ミュージカル『青春-AOHARU-鉄道』応援上映祭～神戸春の陣～ (2025年5月25日、AiiA 2.5 Theater Kobe)
- 「ポエム同窓会 - ふたたび紡ごうぜ、オリジナル。-」(2025年8月9日、ルートシアター)

### その他
- 沢城千春の『THE CATCH』（2020年2月27日、超！A＆G＋）※ゲスト
- 松村龍之介の『あさステ！』（2020年4月21日・28日、超！A＆G＋）※ゲスト
- Reading wave vol.1 〜文豪〜『走れメロス』（2020年6月26日配信）
- 沢城千春の『THE CATCH』（2020年7月27日、超！A＆G＋）※ゲスト
- Streaming drama『今日のどこかで』（2020年9月5日配信）[109]
- オンライン謎解きゲーム2.5 次元ダンスライブALIVESTAGE『空森学園七不思議のナゾをとけ!!』（2020年11月13日 - 29日、Zoom）
- 真修リーディングタイム（2021年6月27日配信）
- 猫のひたいほどワイド５周年感謝祭 〜不良猫の青い春〜（2021年7月3日配信）
- 石渡真修 1stミニアルバム『Flavor』発売記念インターネットサイン会 （2022年2月6日）
- 小塚アナの褒めタイム！（2022年4月19日、ラジオNIKKEI第1）※ゲスト
- 石渡真修 2022.04-2023.03 カレンダー 発売記念イベント オンライン特典会（2022年4月20日）

## CD

### CD
- 『ALIVE THE MOVIE SONG COLLECTION』
  - 『ALIVE THE MOVIE SONG COLLECTION －さぁ、音楽をはじめよう！－』（2019年10月4日）
  - 『ALIVE THE MOVIE SONG COLLECTION2 -君が未来を歩くとき-』（2021年12月24日）
- デビューミニアルバム『Flavor』（2022年2月2日）

### 『イブステ』シリーズ関連
| 発売日   | 商品名 | キャスト | 歌                                                 |
| 2019年   | 2019年 | 2019年 | 2019年                                             |
| -------- | --- | --- | -------------------------------------------------- |
| 11月29日 | 2.5次元ダンスライブ「ALIVESTAGE Episode 2『月花神楽』」主題歌                                                 | SOARA: 大原空 役：堀田竜成、在原守人 役：石渡真修、神楽坂宗司 役：吉田知央、宗像廉 役：植田慎一郎、七瀬望 役：渡邉響 Growth: 衛藤昂輝 役：塩澤英真、八重樫剣介 役：石川翔、桜庭涼太 役：三谷怜央、藤村衛 役：岩佐祐樹 | 『月花神楽』                                       |
| 11月29日 | 2.5次元ダンスライブ「ALIVESTAGE Episode 2『月花神楽』」～青藍の章～ 挿入歌                                    | SOARA: 大原空 役：堀田竜成、在原守人 役：石渡真修、神楽坂宗司 役：吉田知央、宗像廉 役：植田慎一郎、七瀬望 役：渡邉響                                                                                                  | 『青藍の空へと』                                   |
| 2020年   | | |                                                    |
| 5月29日  | 2.5次元ダンスライブ「ALIVESTAGE Episode 3『SCHOOL REVOLUTION Hello 神さま 僕はここにいる！』」主題歌          | SOARA: 大原空 役：堀田竜成、在原守人 役：石渡真修、神楽坂宗司 役：吉田知央、宗像廉 役：植田慎一郎、七瀬望 役：渡邉響 Growth: 衛藤昂輝 役：塩澤英真、八重樫剣介 役：石川翔、桜庭涼太 役：三谷怜央、藤村衛 役：岩佐祐樹 | 『SCHOOL REVOLUTION Hello 神さま 僕はここにいる!』 |
| 5月29日  | 2.5次元ダンスライブ「ALIVESTAGE Episode 3『SCHOOL REVOLUTION Hello 神さま 僕はここにいる！』」Ver.BLUE 劇中歌 | SOARA: 大原空 役：堀田竜成、在原守人 役：石渡真修、神楽坂宗司 役：吉田知央、宗像廉 役：植田慎一郎、七瀬望 役：渡邉響                                                                                                  | 『青春宣誓』                                       |
| 2021年   | | |                                                    |
| 2月26日  | 2.5次元ダンスライブ「ALIVESTAGE Episode 4『WYD』」主題歌                                                      | SOARA: 大原空 役：堀田竜成、在原守人 役：石渡真修、神楽坂宗司 役：吉田知央、宗像廉 役：植田慎一郎、七瀬望 役：渡邉響 Growth: 衛藤昂輝 役：塩澤英真、八重樫剣介 役：石川翔、桜庭涼太 役：橘りょう、藤村衛 役：岩佐祐樹 | 『WYD』                                            |
| 2月26日  | 2.5次元ダンスライブ「ALIVESTAGE Episode 4『WYD』」Ver.BLUE 劇中歌                                             | SOARA: 大原空 役：堀田竜成、在原守人 役：石渡真修、神楽坂宗司 役：吉田知央、宗像廉 役：植田慎一郎、七瀬望 役：渡邉響                                                                                                  | 『BUZZER BEATER -ver.WYD-』                        |
| 10月8日  | 2.5次元ダンスライブ「ALIVESTAGE Episode 5『月野百鬼夜行綺譚 天獄 -君死にたまふことなかれ-』」主題歌           | SOARA: 大原空 役：堀田竜成、在原守人 役：石渡真修、神楽坂宗司 役：吉田知央、宗像廉 役：植田慎一郎、七瀬望 役：渡邉響 Growth: 衛藤昂輝 役：塩澤英真、八重樫剣介 役：石川翔、桜庭涼太 役：橘りょう、藤村衛 役：岩佐祐樹 | 『万古詠唱』                                       |
| 2022年   | | |                                                    |
| 4月1日   | 2.5次元ダンスライブ「ALIVESTAGE Episode 6『Gift』」主題歌                                                     | SOARA: 大原空 役：堀田竜成、在原守人 役：石渡真修、神楽坂宗司 役：吉田知央、宗像廉 役：植田慎一郎、七瀬望 役：渡邉響 Growth: 衛藤昂輝 役：塩澤英真、八重樫剣介 役：石川翔、桜庭涼太 役：橘りょう、藤村衛 役：岩佐祐樹 | 『Gift For The Music』                             |

### 『アニドルカラーズ！キュアステージ』シリーズ関連
| 発売日  | 商品名                               | キャスト                                                                           | 歌                                  |
| 2021年  | 2021年                               | 2021年                                                                             | 2021年                              |
| ------- | ------------------------------------ | ---------------------------------------------------------------------------------- | ----------------------------------- |
| 2月10日 | 『Keep On』~ Clarity                 | 春宮亜蘭 役：石渡真修、夏月雫 役：上仁樹、寿秋誉 役：田中晃平、冬弥要 役：白石康介 | 『Keep On』、『Starry Stories』     |
| 2月15日 | 『Keep On』Solo Collection ~ Clarity | 春宮亜蘭 役：石渡真修、夏月雫 役：上仁樹、寿秋誉 役：田中晃平、冬弥要 役：白石康介 | 『Keep On』、『Starry Stories』     |
| 2022年  |                                      |                                                                                    |                                     |
| 2月14日 | 『Movin’on』~ Clarity                | 春宮亜蘭 役：石渡真修、夏月雫 役：上仁樹、寿秋誉 役：田中晃平、冬弥要 役：白石康介 | 『Movin’on』、『TEMPTATION'S KISS』 |
| 4月8日  | 『Naked desire』~ Clarity            | 春宮亜蘭 役：石渡真修、夏月雫 役：上仁樹、寿秋誉 役：田中晃平、冬弥要 役：白石康介 | 『Naked desire』、『My Girl』       |